# Arándiga
Arándiga – gmina w Hiszpanii, w prowincji Saragossa, w Aragonii, o powierzchni 50,22 km². W 2011 roku gmina liczyła 385 mieszkańców.